# Beauchamps-sur-Huillard
 Beauchamps-sur-Huillard  es una población y comuna francesa, situada en la región de Centro, departamento de Loiret, en el distrito de Montargis y cantón de Bellegarde.

## Demografía
| 388 | 353 | 325 | 276 | 266 | 334 |
| Para los censos de 1962 a 1999 la población legal corresponde a la población sin duplicidades (Fuente: INSEE [Consultar]) |     |     |     |     |     |